# Glomera plumosa
Glomera plumosa är en orkidéart som beskrevs av Johannes Jacobus Smith. Glomera plumosa ingår i släktet Glomera och familjen orkidéer. Inga underarter finns listade i Catalogue of Life.